# 木下善仁
木下 善仁（きのした よしひと、1976年8月6日 - ）は、日本のアメリカンフットボール選手。大阪府生まれ。Xリーグのオービックシーガルズに所属していた。身長180cm、体重80kg。ポジションはクォーターバック(QB)。かつて「NFLに最も近い男」と言われた木下典明は弟であり、兄の影響でアメフトを始める。
大産大附属高校から龍谷大学に進み、ファイニーズ（2002年 - 2004年）、アサヒ飲料（2005年 - 2007年）、マーヴィーズ(2008年 - 2010年)を経て2011年にてオービックシーガルズに移籍した。学生時代から走力があり、自らボールを持って走るQBキープランが得意。QBのほか、ワイドレシーバー(WR)やリターナー(R)での出場経験もある。